# Copa República Argentina de polo
El Campeonato Nacional Intercircuitos con Handicap por la Copa República Argentina de polo es un torneo organizado por la Asociación Argentina de Polo (AAP) que nucléa a los ganadores de los 16 circuitos en los cuales se dividió a Argentina según sus zonas poleras. No tiene límite de handicap ya que pueden jugar equipos de 0 a 40 goles. Cada circuito se juega de manera previa a la República y el ganador obtiene el derecho a jugar certamen nacional.
Los 16 circuitos son estos:

Circuitos - clubes autorizados a participar 

Circuito Noreste (provincia de Santa Fe excepto Venado Tuerto) - Jockey Club de Rosario, Club Hípico General Belgrano, Las Rosas, Las Achiras, La Estela, La Albertina y San Sebastián.

Circuito Centro (norte de la provincia de Córdoba) - Pompeya, Ascochinga PC, El Galpón, La Paz, El Colibrí, Comechingones, Villa María y Don Héctor.

Circuito Oeste (sur de la provincia de Córdoba) - Río Cuarto PC, Vicuña Mackenna, El Madrigal, Fortín El Sauce, San Gonzalo, Washington, El Chañar y La Cabaña.

Circuito Sudoeste (sudoeste de la provincia de Buenos Aires) - Coronel Suárez, La Esperanza e Hípico Puerto Belgrano.

Circuito Sudeste (sudeste de la provincia de Buenos Aires) - Sauveterre, Tandil, Fortín Ecuestre Brigadier General Martín Rodríguez, Mar del Plata, Monte Indio, Lanceros General Paz, La Pandorga, Miramar, Mar del Sur, Callvu Leuvú, La Golondrina y Estancia El Lugar.

Circuito Centro Norte (norte de la provincia de Buenos Aires y Venado Tuerto) - Venado Tuerto, La Maruja, El Trébol, Don Alejandro, La Alameda, San Antonio, La Manuela, Casa Blanca, La Vanguardia, La Sofía, La Bamba de Areco y El Resuello.

Circuito Centro Sur (oeste de la provincia de Buenos Aires) - Trenque Lauquen, Magdala, La Alicia, Santa María (9 de Julio) y La Irenita.

Circuito Centro Oeste (provincia de La Pampa y noroeste de la provincia de Buenos Aires) - Chapaleufú, Media Luna, El Guanaco, Namuncurá, Regimiento 13 de Caballería, Los Ranqueles, La Lucila (General Villegas), Indios Chapaleufú II y La Arribeña.

Circuito Este (este de la provincia de Buenos Aires) - Fortín Mulitas, Guardia del Monte, La Espadaña, La Mariposa, Araucaria, Río Salado, El Quintón, San Francisco de Asís, La Atalaya, La Gama, Santa María (Lobos), Los Libres del Sur, Cazadores General Necochea, El Rincón, La Alegría, Velay, Estancia El Rocío, El Remanso, Estancia Benquerencia y La Matera.

Circuito Cañuelas (localidad de Cañuelas y alrededores - La Dolfina, La Martina, El Metejón, La Plegaria, Santa Rita, Rancho Taxco, Puesto Viejo, Estancia Villa María, Estancia Don Manuel, La Segunda y La Enriqueta.

Circuito Litoral Norte (provincias de Corrientes y Misiones) - C9 de Caballería, Estancia Aguará Guazú, Hípico Santa Catalina, Garupá y La Quebrada.

Circuito Litoral Sur (provincia de Entre Ríos) - Estancia Las Margaritas, Hípico Gualeguaychú, Santa Teresa, Coronel Brandsen, Siete de Oro, Tala PC, Paracao, Donovan, La Justina, Jockey Club de Gualeguay y La Chavita.

Circuito Norte (provincias de Salta, Tucumán y Santiago del Estero) - Salta Polo, Tucumán Polo, Peñaflor, La Loma de Zamora, Pucará, Santa Teresita de los Esteros, La Baguala, Tapia PC, La Arisca, La Querida y Las Cortaderas.

Circuito Cuyo (provincias de Mendoza, San Juan y San Luis) - Estancia Grande, Club de Campo Mendoza, Las Gacelas, Tunuyán PC, Los Caldenes, Huarpes, Los Sauces, Tupungato Winelands, El Tropezón y Villa Mercedes.

Circuito Cordillera (provincias de Río Negro, Neuquén y Chubut) - Arelauquen, Palitué, Coraceros General Lavalle, Tres de Fierro, El Desafío, Huitrú y Huemul.

Circuito Porteño (distrito de Capital Federal y alrededores) - Asociación Argentina de Polo, Los Indios, San Jorge, Los Ranchos, Los Pingüinos, Hurlingham de Buenos Aires, Jockey Club de Buenos Aires, Los Lagartos, Martindale, Tortugas, El Retiro, La Picaza, La Cañada, Alegría, Chapa Uno, Don Wilfredo, La Guapa, La Candelaria, Santa Águeda, Polo One, Cuatro Vientos, Los Robles, San José de la Frontera, La Aguada, Magual, Las Praderas, El Silencio, Amaberá, El Chingolo, La Quinta, San Diego, Pilarchico, La Alexandra, Fortín Frías, Los Baguales, La Mora, La Legua, Centauros, Sol de Agosto, Ellerstina, La Felicitas, La Mariana, Don Urbano, Río Grande, Las Bétulas, Las Tacuaras, París La Qua, El Paraíso, Las Liebres, La Colina, La Esquina, La Varzea, La Virgencita, Black Watch, Miralejos, Clío Hué, Don Augusto, El Milagro, La Lomita, La Carona, Pilará, Las Overas, Rincón Alto, Santa Teresa, Santa Catalina, La Indiana, La Baronesa, La Loma de Luján, La Madrugada, La California, Haras Argentino, La Victoria, La Campana, Benavídez PC, Los Machitos y Campos del Oeste.

## Historia
La Copa República Argentina se comenzó a disputar en 1929. Fue ideada por Francisco Ceballos, persona que marcó la división entre los circuitos de todas las zonas en donde se practica polo en Argentina.
Este es el historial completo con todos los campeones:

Año - Equipo ganador - Integrantes 

1929 - Dorrego - Haakón Haugaard, Nicolás Ambrosius, Bonde Ambrosius y Ernesto R. Grant

1930 - Coronel Suárez - Ricardo Garrós, Eduardo Garrós, Enrique Alberdi y Jorge Grant 

1931 - Coronel Suárez - Ricardo Garrós, Eduardo Garrós, Enrique Alberdi y Jorge Grant

1932 - Villa Valeria - Roberto Ussher, Erland Akerblah, Guillermo Simons y Eduardo T. Sampson

1933 - Coronel Suárez - Ricardo Garrós, Eduardo Garrós, Enrique Alberdi y Juan Carlos Alberdi

1934 - Coronel Suárez - Gregorio Urruti, Eusebio Urruti, Enrique Alberdi y Juan Carlos Harriott

1935 - San José - Mauricio A. Kenny, Heriberto Duggan, Enrique Duggan y Luis J. Duggan

1936 - La Concepción - Alejandro C. Gowland, Carlos de Elizalde, Juan J. Blaquier y Raúl Frías Ayerza

1937 - Magdala - Roberto Debuchy, Guillermo Best, Carlos Debaisieux (hijo) y Luis D. Noceti

1938 - El Campito - Héctor Lanús, Audilio Bonadeo Ayrolo, Héctor Andrada y Manuel Andrada

1939 - San Jorge - Antonio Traill, Tomás C. Williams, Diego Traill y Rodolfo Boero

1940 - 13 de Abril - Carlos Ruiz, Arturo Storni Ortiz, José L. Olaverría (hijo) y Horacio Ruiz

1941 - Centro de I. de Caballería - Carlos Donovan, Rubén A. Fernández Sarraua, Julio W. Grosse y Matías Casares

1942 - Cerro La Madera - Eduardo Fitzgerald, Juan Freysz, Ricardo Harriague Coronado y Nicolás Ruiz Guiñazú

1943 - Coronel Suárez - Jorge Torres Zavaleta, José M. Torres Zavaleta, Héctor Zavalía y Carlos Torres Zavaleta

1944 - Coronel Suárez - Ricardo Garrós, Eduardo Garrós, Juan Carlos Alberdi y Juan Carlos Harriott

1945 - Los Ranchos - Manuel Fernández Llanos, Guillermo Fernández Llanos, Roberto Fernández Llanos y Rafael Amaya

1946 - Río Cuarto - Jaime A. Provensal, Juan J. Reynal, Carlos G. Alonso y Julio Novillo Astrada

1947 - Santa Ana - Gastón F. Dorignac, Carlos Jaeschke, Héctor Jaeschke y Rodolfo Jaeschke

1948 - Chapaleufú - Luis M. Heguy, Pablo P. Nagore, Antonio Heguy y Jorge de Urbina

1949 - La Lucila - Paulino Cónchez, Gastón Courreges, Pablo Courreges y Noel A. Emerson

1950 - Media Luna - Murray Stallard, Roberto Moore, José C. Reynal y Eric Brown

1951 - Pingüinos - Armando Braun Estrugamou, Ernesto O’Farrell, Alejandro Mihanovich y Raúl Mihanovich

1952 - Trenque Lauquen - Pedro V. Elichiri, Osvaldo Zubía, Carlos Barrague y Alberto Zubillaga

1953 - Chapaleufú - Luis M. Heguy, Pablo P. Nagore, Antonio Heguy y Juan Echeverz

1954 - Venado Tuerto - Alfredo Bonadeo Ayrolo, Félix Roldán Bonadeo, Roberto Cavanagh y Bernardo Cavanagh

1955 - Trenque Lauquen - Hugo Phagouape, Roberto Gastaldi, Delfor Bouissou y Armando Davis

1956 - Santa Ana - Gastón Dorignac (hijo), Juan González, Héctor Jaeschke y Francisco Dorignac

1957 - La Merced - Eduardo R. Ocampo, Francisco Soldati, Juan J. Blaquier (hijo) y Eduardo Solveyra

1958 - La Concepción - Francisco Soldati, Juan J. Blaquier (hijo), Marcelo Dorignac y Eduardo Solveyra

1959 - El Cimarrón - Julio Menditeguy (hijo), Juan J. Blaquier (hijo), Abbott Reynal y Eduardo Solveyra

1960 - Chapaleufú - Eduardo Heguy, Alberto P. Heguy, Pablo P. Nagore y Juan Echeverz

1961 - Los Indios - Fernando Santamarina, Eduardo Heguy, Gabriel Capdepont y Jorge Sauze

1962 - La Primavera - Fernando Santamarina, Alberto P. Heguy, Guillermo Goñi Durañona y Juan Echeverz

1963 - El Cóndor - Jorge Bernal Guiñazú, Sergio Bernal Guiñazú, Sergio Bernal Silva y Daniel González

1964 - La Cabaña - Ezequiel Fernández Guerrico (hijo), Ezequiel Fernández Guerrico, Nicolás Ruiz Guiñazú y Diego Ruiz Guiñazú

1965 - Coronel Suárez - Carlos Perkins, Celestino Garrós, Alfredo Harriott y Ricardo D. Boudou

1966 - Trenque Lauquen - José María Azumendi, Roberto James, Salvador Viale y Héctor Barrantes

1967 - San Jorge - Máximo Aguirre Paz, Ernesto Trotz, Pedro Mercado e Ignacio Verdura

1968 - Los Baguales - Alberto Fano, Plácido Martínez, Eduardo Amaya y Rodolfo Pondé

1969 - Laboulaye - Alberto Mouriño, Martín Iguerabide, Raúl Etcheverry y Eduardo Keegan

1970 - San Jorge - Rómulo Menéndez, Carlos Jáuregui, Julio Henry y Pedro Mercado

1971 - Jockey Club de Gualeguay - Roberto Berisso, Jaime Bouquet, Roberto Mihura y Alejandro Mihanovich

1972 - Namuncurá - Alfredo Moreno, Héctor Salvo, César Otondo y Jorge Harguindeguy

1973 - Chapaleufú - Adolfo Reumann, Héctor Guerrero, Juan C. Echeverz y Eduardo López Lecube

1974 - Namuncurá - Oscar Verna, Enrique Echeverz, Fernando G. Alcat y Armando Hardoy

1975 - San José - Luis Duggan (hijo), Pablo Duggan, Enrique Gassiebayle y Luis Maguire

1976 - Guardia del Monte - Diego Miguens, Carlos Miguens (hijo), José N. Matienzo y Martín Tassara

1977 - Coronel Suárez - Daniel Boudou, Sergio Boudou, Enrique Zorrilla y Ricardo D. Boudou

1978 - Coronel Suárez - Benjamín Araya, Horacio Araya, Juan Badiola y Roberto Mascotena

1979 - Tortugas - Ricardo Strada, Luis Guillermo Naish, Tomás Cavanagh y Andrés Rossi

1980 - Laboulaye - Eduardo Keegan, Raúl Etcheverry, Juan C. Otamendi y Oscar Iroulegui

1981 - Washington - Roberto Pío Otamendi, Juan C. Otamendi, José Otamendi y Roberto Laborde

1982 - Santa Teresa - Gustavo Rapetti, Carlos de Narváez, Francisco de Narváez y Pedro Crespo

1983 - La Azotea - Marcelo Rossi, Alejandro Pera, Ricardo Fanelli y Joaquín Fanelli

1984 - Mamuil Malal - Bertil Grahn, Martín Zimmermann, Christian Zimmermann (hijo) y Horacio Laprida

1985 - Los Cóndores - Mariano González, Martín González, Daniel González y Cristian Guevara

1986 - Coronel Suárez - Ricardo Garrós, Juan J. Brané, Sergio Boudou y Daniel Boudou

1987 - La Elisa - Germán Etchegaray, Juan C. Echeverz, Juan Barroso y Gustavo Courreges

1988 - Chapaleufú - Ignacio Heguy, Héctor Guerrero, Bautista Heguy y Horacio A. Heguy

1989 - Coronel Suárez - Sebastián Harriott, Ramiro Garrós, Marcelo Frayssinet y Juan Harriott

1990 - La Aguada-La Cañada - Javier Novillo Astrada, Miguel Novillo Astrada, Eduardo Novillo Astrada y Eduardo Novillo Astrada (hijo) 

1991 - Coronel Suárez - Marcelo Araya, Zenón Zorrilla, Sergio Boudou y Juan José Araya

1992 - Coronel Suárez - Ricardo Garrós, Sebastián Harriott, Juan Harriott y Juan J. Brané

1993 - La Cañada-Las Liebres - Ignacio Novillo Astrada, Matías Magrini, Miguel Novillo Astrada y José Chediack

1994 - Chapaleufú - Federico Reumann, Santiago Nagore, Luis A. Ortiz de Urbina y Alberto Garzarón

1995 - Trenque Lauquen - Juan Agustín García Grossi, Carlos Sola, Martín Zubía y Vicente Chas

1996 - La Martina - Juan Piombo, Marcial Socas, Adolfo Cambiaso (hijo) y Santiago Chavanne

1997 - La Dolfina - Marianela Castagnola, Guillermo Caset, Adolfo Cambiaso (hijo) y Bartolomé Castagnola

1998 - El Rincón - Martín Ravina, Lucas Criado, Mariano Aguerre e Ignacio Figueras

1999 - Coronel Suárez - Ignacio de Lusarreta, Juan J. Brané, Juan Harriott y Martín Pasman

2000 - Coronel Suárez - Eduardo Anca, Santos Anca, Juan J. Brané e Ignacio de Lusarreta

2001 - El Triángulo - Ezequiel Dupont, Pablo Falabella, Pablo Zavaleta y Juan Sánchez Elía

2002 - La Irenita - Carlos Reyes Terrabusi, Pablo Mac Donough, Juan J. Brané e Ignacio Heguy

2003 - Coronel Suárez - Marcos Araya, Benjamín Araya, Santiago Araya y Diego Araya

2004 - Venado Tuerto - Juan Ruiz Guiñazú (hijo), Tomás Guiñazú, Martín Vidou y Sebastián Alexander

2005 - La Picaza - Carlos Reyes Terrabusi, Mariano Uranga, Guillermo Willington y Eduardo Heguy

2006 - La Dolfina - Patricio Cieza, Alfio Marchini, Milo Fernández Araujo y Adolfo Cambiaso (hijo)

2007 - La Picaza - Carlos Reyes Terrabusi, Ignacio Heguy, Guillermo Willington y Eduardo Heguy

2008 - La Mariana - Roberto Villa Real, Hilario Ulloa, Agustín Merlos y Juan Agustín García Grossi

2009 - La Dolfina - Alfio Marchini, Gustavo Usandizaga, Adolfo Cambiaso (hijo) y Lucas James

2010 - La Bamba de Areco - Diego Cavanagh, Santiago Tanoira, Guillermo Willington y Rodrigo Rueda

2011 - La Estrella-Enigma - Juan Zubiaurre, Juan Jauretche, Valerio Zubiaurre (hijo) y Matías Mac Donough

2012 - La Esquina - Pascual Sáinz de Vicuña, Diego Cavanagh, Alejandro Agote y Rodrigo Rueda (hijo)

2013 - La Bamba de Areco - Diego Cavanagh, Rodrigo Rueda (hijo), Guillermo Willington y Rodrigo Rueda.

2014 - La Herradura de Pinamar - Ignacio Negri, Valerio Zubiaurre (hijo), Joaquín Pittaluga y Gonzalo Avendaño.

2015 - La Mancha - Juan Martín Zubía, Lucas Díaz Alberdi, Alejandro Díaz Alberdi y Francisco Elizalde.

2016 - La Natividad - Camilo Castagnola, Juan Chavanne, Bartolomé Castagnola (hijo) y Bartolomé Castagnola.

2017 - San Francisco - Tomás Leguizamón, Martín Podestá (hijo), Facundo Fernández Llorente y Matías Mac Donough.

2018 - La Dolfina Brava - Agustín Marcos, Guillermo Terrera, David Stirling (hijo) y Bautista Arrastúa.